# Podłatczyn dwubarwny
Podłatczyn dwubarwny (Metrioptera bicolor) – eurosyberyjski, kserotermiczny gatunek owada prostoskrzydłego z rodziny pasikonikowatych (Tettigoniidae) zaliczany do rodzaju Metrioptera, określanego w języku polskim zwyczajową nazwą podłatczyn. 
Występuje na terenach trawiastych. W Polsce jest gatunkiem rzadkim, występuje głównie na niżu (murawy kserotermiczne) i w górach (połoniny, murawy naskalne i łąki).
Wyróżniane są dwa podgatunki:
- M. b. bicolor (Philippi, 1830) – podgatunek nominatywny, występuje w Europie (w tym w Polsce) oraz w Azji,
- M. b. angarica (Liana, 1987) – występuje w Mongolii.